# Allende, Chihuahua
Allende là một đô thị thuộc bang Chihuahua, México. Năm 2005, dân số của đô thị này là 8263 người.